# Étienne de Poissy
Étienne de Poissy (nascido em Paris ou Poissy, França  — falecido em 16 de outubro de 1373 em Avinhão, França) foi bispo de Paris e cardeal francês da Igreja Católica.

## Biografia
Étienne nasceu em Paris ou em uma comuna próxima chamada Poissy. Também é conhecido como Étienne de Paris ou Étienne de Vitry.
Enquanto cônego de Saint-Quentin, colocou-se a serviço do rei da França tornando-se seu conselheiro. Foi também secretário do Delfim de França.
Em 1355, foi nomeado reitor da Catedral de Notre-Dame de Paris.
Após o Tratado de Brétigny em 1360, ele foi incubido de negociar a libertação do rei João II da França, que havia sido feito prisioneiro na Inglaterra após sua derrota na Batalha de Poitiers contra Eduardo, o Príncipe Negro. Ele então foi eleito bispo de Paris em 11 de dezembro de 1363, função que ocupou até a sua nomeação ao cardinalato.

### Cardinalato e morte
Durante o consistório de 22 de setembro de 1368, o primeiro em Roma desde a instalação do papado em Avinhão, ele foi criado cardeal-presbítero de Santo Eusébio pelo Papa Urbano V.
Após a morte de Urbano V, ele participou do conclave de 1370 que elegeu Gregório IX.
Étienne de Poissy morreu em 16 de outubro de 1373 em Avinhão. Seu corpo foi transladado para Paris e enterrado na Catedral.